# Vittore Belliniano

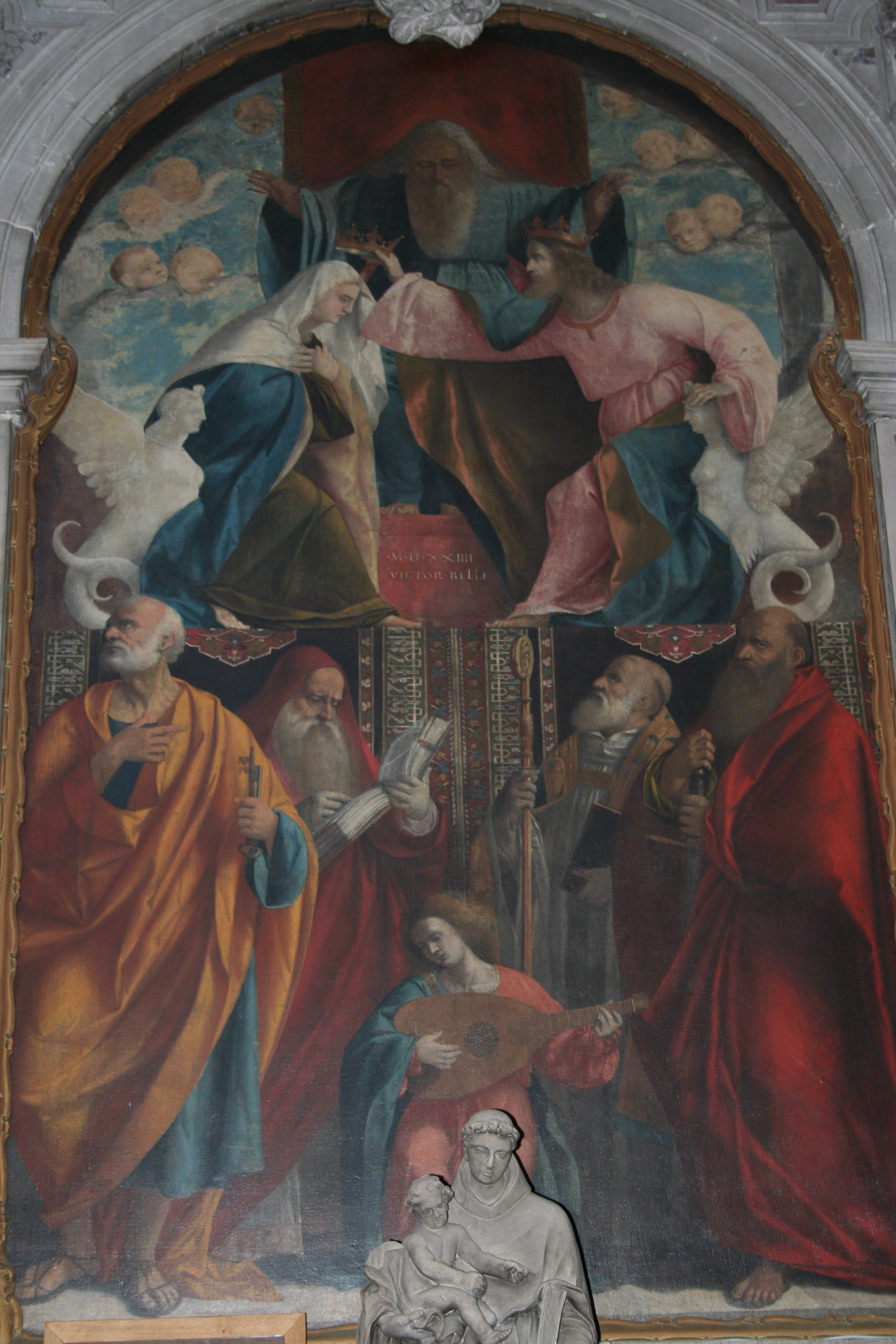
Coronació de la Mare de Déu (1524, Spinea)

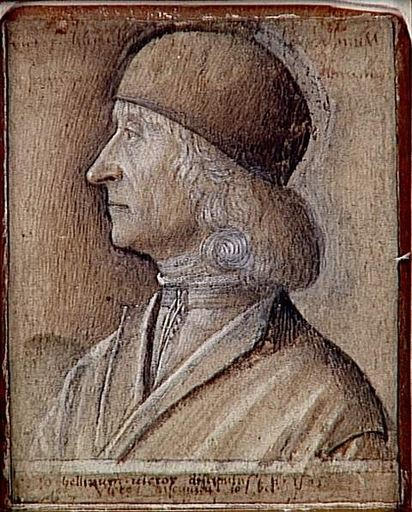
Retrat de Giambellino Museu Condé, Chantilly

Vittore di Matteo (Venècia, circa 1456 - després del 16 d'agost de 1529), va ser un pintor italià del Renaixement, actiu a Venècia. Va assumir el nom de Vittore Belliniano el 1516 en honor del seu finat mestre, Giovanni Bellini.

## Biografia
Format en el taller de Giambellino, va ser el deixeble més proper al mestre. Per recomanació d'aquest (1507), va obtenir al costat de Vittore Carpaccio l'encàrrec d'acabar els llenços per al Palau Ducal de Venècia, que Alvise Vivarini havia deixat sense finalitzar. El 1508 va formar part de la comissió de taxació dels frescs de Giorgione al Fondaco dei Tedeschi.
A la mort de Bellini va assumir el seu llegat artístic i es va fer càrrec del Martirio de Sant Marc per a la Scuola Grande de San Marco, encarregat al mestre el 1515. Vittore ho va concloure el 1526. Encara que sempre va ser molt fidel a l'estil del seu mestre, amb el temps va acceptar influències d'altres pintors, com les tonalitats romàntiques de Giorgione o la grandiositat de les figures típiques de Tizià. Algunes obres ens suggereixen la seva habilitat com a retratista.

## Obres destacades
- Concert (1505-15, Royal Collection, Londres)
- Sacra Conversazione (Església parroquial, Zero Branco)
- Dos homes amb robes de pells (Museum of Fine Arts, Boston)
- Dos homes amb robes de pells (Museu del Louvre, París), atribució dubtosa.
- Mare de Déu amb l'Infant, Sant Joan Baptista i Santa Elisabet (Galeria de l'Acadèmia de Venècia)
- Retrat d'home (Accademia Carrara, Bèrgam)
- Nativitat (1520, Museu Civico, Rovereto)
- Crist jacent (Scuola Grande de San Rocco, Venècia)
- Coronació de la Mare de Déu (1524, Santi Vito e Modesto, Spinea)
- Martiri de Sant Marc (1526, Galeria de l'Acadèmia, en dipòsit a l'Ospedale Civile, Venècia)